# 莫羅佩區
6°32′29″S 80°00′54″W / 6.5413°S 80.0150°W
莫羅佩區（西班牙語：Distrito de Mórrope），是秘魯的一個區，位於該國西北部蘭巴耶克大區的蘭巴耶克省，面積1,057.7平方公里，海拔高度16米，2005年人口38,464，人口密度每平方公里36人。